# North Battleford Airport
North Battleford Airport är en flygplats i Kanada.   Den ligger i provinsen Saskatchewan, i den centrala delen av landet, 2 500 km väster om huvudstaden Ottawa. North Battleford Airport ligger 548 meter över havet.
Terrängen runt North Battleford Airport är platt. Närmaste större samhälle är North Battleford, 3,8 km väster om North Battleford Airport. 
Trakten runt North Battleford Airport består till största delen av jordbruksmark. Trakten runt North Battleford Airport är nära nog obefolkad, med mindre än två invånare per kvadratkilometer.